# Buvanahalli, Krishnarajanagara
Buvanahalli là một làng thuộc tehsil Krishnarajanagara, huyện Mysore, bang Karnataka, Ấn Độ.